# أل كيه 2
Leichter Kampfwagen II ("سيارة قتالية خفيفة") أو أل كيه 2 نموذجًا أوليًا للدبابات الخفيفة الألمانية في الحرب العالمية الأولى. شمل تطوير ال كيه 1 على هيكل علوي خلفي ثابت وكان مسلحًا بمدفع كروب من عيار 37ملم أو 57mm Maxim-Nordenfelt. كان سمك درعه 8 إلى 14 مم، مما زاد الوزن الإجمالي إلى 8.75 طن. تم توفير الطاقة بواسطة محرك بنزين من دايملر-بنز موديل 1910 رباعي الأسطوانات بقوة 55-60 حصان، يعطي سرعة قصوى من 14 إلى 18   كم / ساعة مع مدى 65-70   كم.
تم التخطيط أيضًا لنسخة مسلحة بمدفع أو رشاشين عيار 7.92 ملم MG 08/15، لكنها لم تتقدم أبعد من مرحلة المشروع.
تم إنتاج نموذجين أوليين فقط بحلول يونيو 1918، أعقبهما أوامر لـ 580 دبابة، والتي لم تكتمل أبدًا.

## Stridsvagn م / 21-29
بعد الحرب، اشترت الحكومة السويدية أجزاء لعشرة أمثلة بسرية مقابل 200،000 كرونة سويدية. تم شحن الأجزاء تحت ذريعة كونها ألواح غلاية ومعدات زراعية ثم تم تجميعها في السويد باسم Stridsvagn m / 21 (Strv m / 21 باختصار)، والتي كانت في الأساس نسخة محسنة من النموذج الأوليلدبابة ال كيه 2. تم تشغيل Strv m / 21 بواسطة محرك صمام كم يقع في الأمام، والسائق والطاقم في الخلف. كان التعليق ونظام التشغيل محميين بواسطة أحزمة مدرعة. تم بناء عشرة من هذه الدبابات، وتسليحها بمدفع رشاش واحد عيار 6.5 مـم (0.26 بوصة). 
في عام 1929، أعيد بناء خمسة لإنشاء نموذج Strv m / 21-29 الذي كان مسلحًا بمسدس عيار 37 ملم أو رشاشين وكان يعمل بمحرك Scania-Vabis. كانت Strv m / 21-29 نسخة مطورة من fm / 21. تضمنت التعديلات محركًا أكثر قوة ومولدًا جديدًا وإضاءة خارجية.  قاد هاينز جودريان إحدى هذه المركبات المحسنة خلال زيارة إلى السويد في عام 1929.
اشترى الألمان في وقت لاحق حصة رئيسية من شركة Landsverk وجعلوا Otto Merker المصمم الرئيسي وفي عام 1931، أنتج Strv m / 31 (L-10)، وهي أول دبابة تم إنتاجها في السويد.